# Världsmästerskapet i bandy för herrar 2005
Världsmästerskapet i bandy för herrar 2005 var det 25:e världsmästerskapet i bandy för herrar och spelades i Kazan i delrepubliken Tatarstan i Ryssland 30 januari-6 februari 2005. Sverige vann turneringen före Ryssland och Kazakstan.

## Kvalificerade nationer
Asien
- Kazakstan

Europa
- Estland
- Finland
- Nederländerna
- Norge
- Ryssland
- Sverige
- Ungern
- Vitryssland

Nordamerika
- Kanada
- USA

## A-VM

### Grundserien
| Land      | P  | V | O | F | GM | IM | +/- |
| --------- | -- | - | - | - | -- | -- | --- |
| Ryssland  | 10 | 5 | 0 | 0 | 66 | 8  | +58 |
| Sverige   | 8  | 4 | 0 | 1 | 43 | 19 | +24 |
| Finland   | 5  | 2 | 1 | 2 | 35 | 18 | +17 |
| Kazakstan | 5  | 2 | 1 | 2 | 35 | 25 | +10 |
| Norge     | 2  | 1 | 0 | 4 | 13 | 50 | -37 |
| USA       | 0  | 0 | 0 | 5 | 6  | 78 | -72 |

- 30 januari 2005: Finland-Kazakstan 2-2
- 30 januari 2005: Sverige-Norge 6-2
- 30 januari 2005: Ryssland-USA 19-1
- 31 januari 2005: Ryssland-Finland 6-2
- 31 januari 2005: Sverige-USA 20-2
- 31 januari 2005: Kazakstan-Norge 9-1
- 1 februari 2005: Sverige-Kazakstan 7-5
- 1 februari 2005: Finland-USA 15-0
- 1 februari 2005: Ryssland-Norge 22-0
- 2 februari 2005: Finland-Norge 11-3
- 2 februari 2005: Kazakstan-USA 17-1
- 2 februari 2005: Ryssland-Sverige 5-3
- 4 februari 2005: Finland-Sverige 5-7
- 4 februari 2005: Norge-USA 7-2
- 4 februari 2005: Ryssland-Kazakstan 14-2

### Slutspel

#### Semifinaler
- 5 februari 2005: Ryssland-Kazakstan 10-3
- 5 februari 2005: Sverige-Finland 6-2

#### Bronsmatch
- 6 februari 2005: Finland-Kazakstan 3-5

#### Final
- 6 februari 2005: Ryssland-Sverige 2-5

## B-VM

### Grundserien
| Land          | P | V | O | F | GM | IM | +/- |
| ------------- | - | - | - | - | -- | -- | --- |
| Vitryssland   | 7 | 3 | 1 | 0 | 46 | 11 | +35 |
| Kanada        | 7 | 3 | 1 | 0 | 39 | 7  | +32 |
| Nederländerna | 4 | 2 | 0 | 2 | 16 | 19 | -3  |
| Ungern        | 2 | 1 | 0 | 3 | 17 | 34 | -17 |
| Estland       | 0 | 0 | 0 | 4 | 8  | 55 | -47 |

- 30 januari 2005: Ungern-Kanada 2-9
- 30 januari 2005: Vitryssland-Nederländerna 6-1
- 31 januari 2005: Estland-Vitryssland 5-18
- 31 januari 2005: Nederländerna-Kanada 1-8
- 1 februari 2005: Kanada-Estland 18-0
- 1 februari 2005: Ungern-Nederländerna 4-5
- 2 februari 2005: Nederländerna-Estland 9-1
- 2 februari 2005: Vitryssland-Ungern 18-1
- 4 februari 2005: Vitryssland-Kanada 4-4, Vitryssland vann extrastraffar
- 4 februari 2005: Estland-Ungern 2-10

#### Kval- och placeringsmatcher
- 5 februari 2005: Ungern-Estland 2-3
- 5 februari 2005: Kanada-Nederländerna 12-3

##### Kvalmatch till A-gruppen 2006
- 6 februari 2005: USA-Vitryssland 3-6